# Stazione di Apricena
Stazione di Apricena vasútállomás Olaszországban, Puglia régióban, Apricena településen.

## Vasútvonalak
Az állomást az alábbi vasútvonalak érintik:
- Ancona–Lecce-vasútvonal

## Kapcsolódó állomások
A vasútállomáshoz az alábbi állomások vannak a legközelebb: 
- Stazione di San Severo
- Stazione di Poggio Imperiale